# 김주영 (프로게이머)
김주영(2002년 9월 4일 ~)은 대한민국의 전직 카트라이더 프로게이머이다.
과거에는 Joker, BBoong이라는 아이디를 사용했다.

## 선수 시절
2020년 1월, 2020-1시즌 개인전에 참가하면서 커리어를 시작했다. 2020-1시즌 개인전 22위를 기록했다. 2020-2시즌 개인전 28위를 기록했다.
2021년 3월, Frozen 소속으로 활동한다. 2021-1시즌 팀전 5위를 기록했다.
2021년 6월 10일, SGA 인천에 입단했다. 2021-2시즌 팀전 4위를 기록했다. 2021수퍼컵 팀전 7위를 기록했다. 이후 팀이 해체되었다.
2022년 7월, 무소속으로 활동한다. 2022-2시즌 개인전 15위를 기록했다.
2023년 6월, Sensation 소속으로 활동한다. 프리시즌2 팀전 4위, 개인전 14위를 기록했다.
2023년 8월 7일, 성남 ROX에 입단했다. 2023시즌 팀전 4위, 개인전 11위를 기록했다. 이후 팀이 해체되었다.

## 소속팀
| # | 팀명      | 소속 기간                 | 소속 리그 | 비고 |
| - | --------- | ------------------------- | --------- | ---- |
| 1 | Frozen    | 2021                      | KRL       |      |
| 2 | SGA 인천  | 2021.06.10. ~ 2021.12.30. | KRL       |      |
| 3 | Sensation | 2023.06.04. ~ 2023.07.31. | KDL       |      |
| 4 | 성남 ROX  | 2023.08.07. ~ 2023.12.09. | KDL       |      |